# Abdul Rashid Dostum
Abdul Rashid Dostum (en Persa: عبدالرشید دوستم)  (Khwaja Du Koh, 25 de marzo de 1954) es un mariscal  y ex-general de varias facciones militantes afganas y en su día comandante de la Alianza del Norte que luchó junto a militares de las Fuerzas Especiales de Estados Unidos y operativos de la CIA contra el régimen talibán durante la ocupación estadounidense en Afganistán. También fue un combatiente durante la invasión soviética de Afganistán y es considerado por muchos como uno de los "caudillos militares uzbecos" y el líder de la comunidad uzbeca en Afganistán.
En 1992, el tayiko Ahmed Shah Massoud, y el general uzbeco Abdul Rashid Dostum, crearon la Alianza del Norte, que formó un gobierno tras el colapso del gobierno que había quedado profundamente debilitado después de la retirada de las tropas soviéticas entre 1988 y 1989. 
Formó parte del consejo de dirección del Frente Nacional de Afganistán, junto con Ahmad Zia Massoud y Mohammad Mohaqiq, y es el presidente de su propio partido político llamado Movimiento Nacional Islámico de Afganistán (Junbish-e Milli-yi-yi Islami Afghanistan) o comúnmente conocido como Jumbish. También fue presidente del Estado Mayor Conjunto del Ejército Nacional Afgano. Participó en las batallas contra los combatientes yihadistas en la década de 1980, así como contra los talibanes en la década de 1990.

## Criterios políticos y sociales
Cuando Dostum estaba gobernando el norte de Afganistán, poco antes de que los talibanes tomaran el poder el 27 de septiembre de 1996 en Kabul, a las mujeres se les permitía acudir a la escuela y estudiar en la Universidad de Balj ubicada en Mazar-e Sarif, las salas de cine proyectaban películas indias y la música tradicional se escuchaba en las televisiones, actividades que fueron prohibidas por los talibanes.
Dostum observó las tentativas de la OTAN de atacar a los talibanes como ineficaces y contraproducentes, y así lo declaró en público alegando que podía acabar con los talibanes "en seis meses" si le permitían levantar un fuerte ejército compuesto por 10.000 veteranos afganos. Los altos funcionarios del gobierno afgano no confiaban en las palabras del general Dostum, ya que estaban preocupados de que pudiera estar rearmando a sus fuerzas armadas en secreto.
Algunas organizaciones de los derechos humanos han acusado a sus tropas por varias violaciones de los derechos humanos contra los prisioneros talibanes, cargos y acusaciones en las que niega haber estado involucrado.